# Mike Rotich
Michael „Mike“ Rotich (* 26. Oktober 1978) ist ein kenianischer Marathonläufer.
2007 siegte er beim Salzburg-Marathon mit dem Streckenrekord von 2:18:41 h und beim Graz-Marathon mit seiner persönlichen Bestzeit von 2:14:20 h. Im Jahr darauf wurde er Dritter beim Saragossa-Marathon in 2:14:39 h.